# Talk About Love
Talk About Love is een nummer van de Zweedse zangeres Zara Larsson uit 2021, in samenwerking met de Amerikaanse rapper Young Thug. Het is de vierde en laatste single van Poster Girl, het derde studioalbum van Larsson.
Op dit nummer zingt Zara Larsson dat ze in de vroege fase van een relatie zit, waarin zij en de andere persoon uitzoeken zijn wat ze voor elkaar kunnen betekenen. De Zweedse wil echter ook van de ervaring genieten in plaats van alleen maar haar gevoelens onderzoeken. Young Thug zegt dat zijn vriendin hem irriteert omdat hij van het moment wil genieten, terwijl zij over haar gevoelens wil praten. "Talk About Love" werd een hit in Larssons thuisland Zweden, waar het de 21e positie bereikte. In Nederland had het nummer minder succes, met een 24e positie in de Tipparade.

## Tracklijst
- Muziekdownload

1. "Talk About Love" - 3:20